# Portsmouth, Dover and York Street Railway
Die Portsmouth, Dover and York Street Railway ist eine ehemalige Bahngesellschaft in den US-Bundesstaaten Maine und New Hampshire. Sie betrieb elektrische Straßenbahnlinien zwischen ihren namensgebenden Städten.

## Geschichte

### Portsmouth, Kittery and York Street Railway
Am 27. März 1893 erhielt die Kittery and York Electric Railway eine Konzession zum Bau und Betrieb einer Straßenbahn mit Pferde- oder elektrischem Antrieb zwischen Kittery und York. Die Gesellschaft wurde am 1. Februar 1897 in Portsmouth, Kittery and York Street Railway (PK&Y) umbenannt. Am 1. Mai 1897 begannen die Bauarbeiten für die 24,3 Kilometer lange eingleisige normalspurige Strecke. Die elektrische Straßenbahn wurde von Kittery aus eröffnet, und zwar am 12. August bis zum Betriebshof Kittery Point, am 20. August bis Sea Point (Cutt's Island), am 25. August bis Seabury, am 26. August bis York Beach und schließlich am 27. August 1897 bis zum vorläufigen Endpunkt York Beach Square. Gleichzeitig mit der Straßenbahn ging am 12. August auch die Fähre von Kittery nach Portsmouth in Betrieb, die im Anschluss an die Bahnen verkehrte. Im Sommer verkehrten die Bahnen halbstündlich über die gesamte Strecke. Im Frühjahr und Herbst endete jeder zweite Wagen in Sea Point. Im Winter fuhren nur alle 90 Minuten Wagen bis York Beach, alle übrigen endeten ebenfalls in Sea Point.
Am 28. Juni 1900 wurde die Strecke in York Beach bis zum St.-Aspinquid-Park verlängert, nachdem die Bahngesellschaft diesen Park gekauft hatte. Der Abschnitt von York Beach Square zum St.-Aspinquid-Park wurde nur von Mai bis Oktober betrieben. In den übrigen Zeiten des Jahres endeten alle Fahrten weiterhin am York Beach Square. Am 1. November 1903 wurde die Bahn durch die Portsmouth, Dover and York Street Railway (PD&Y) übernommen.

### Kittery and Eliot Street Railway
Am 20. März 1897 wurde die Kittery and Eliot Street Railway gegründet, um eine Straßenbahnstrecke von der Government Street in Kittery, wo Anschluss zur PK&Y bestehen sollte, bis zum Bahnhof Eliot zu bauen. Erst Anfang Juli 1902 begannen die Bauarbeiten und bereits am 24. Juli wurde der erste Abschnitt von Kittery bis zur Firma Spinney in South Eliot eröffnet. Zwei Tage später war der vorläufige Endpunkt Greenacre erreicht. Alle Fahrten begannen an der Fährstation der PK&Y. Die Strecke wurde zunächst nur stündlich bedient. Fahrzeuge, Personal und Strom stellte die PK&Y. Die Bahngesellschaft wurde am 1. Juli 1903 durch die PD&Y übernommen.

### Portsmouth, Dover and York Street Railway
Zunächst am 31. August 1901 als Berwick, Eliot and York Street Railway gegründet, plante die Gesellschaft eine Straßenbahn von Dover über Eliot nach York Beach zu bauen. In New Hampshire wurde außerdem am 2. Oktober 1901 die Dover and Eliot Street Railway gegründet, die den Streckenteil in diesem Bundesstaat verwalten sollte. Am 20. Mai 1903 erfolgte die Umbenennung der BE&Y in Portsmouth, Dover and York Street Railway und ab 1. Juni pachtete diese Gesellschaft die Dover&Eliot. Sie kaufte am 1. Juli 1903 die Kittery&Eliot und am 1. November des gleichen Jahres die Portsmouth, Kittery and York Street Railway. Die Gesamtstrecke von Dover bis York Corner sowie ein Abzweig nach South Berwick gingen am 1. Juli in Betrieb, während der Lückenschluss zur ehemaligen Kittery&Eliot zwischen Eliot und Greenacre erst am 14. Juli eröffnet wurde.
Während des Sommers verkehrten folgende Linien:
- Kittery–Kittery Point–Sea Point–York Village–York Harbor–York Beach–St. Aspinquid Park (alle 30 Min.)
- Kittery–South Eliot–Rosemary Junction(–South Berwick Junction–Dover) (alle 30 Min. bis Rosemary Junction, alle 60 Min. bis Dover)
- Dover–South Berwick Junction–Rosemary Junction–East Eliot–York Village–York Harbor–York Beach–St. Aspinquid Park (alle 60 Min.)
- Dover–South Berwick Junction–South Berwick (alle 60 Min.)

Im Winter genügten weniger Fahrten:
- Kittery–Kittery Point–Sea Point(–York Village–York Harbor–York Beach) (alle 30 Min. bis Sea Point, alle 120 Min. bis York Beach)
- Kittery–South Eliot–Rosemary Junction–South Berwick Junction–Dover (alle 60 Min.)
- Rosemary Junction–East Eliot–York Village–York Harbor–York Beach (alle 120 Min.)
- Dover–South Berwick Junction–South Berwick (alle 60 Min.)

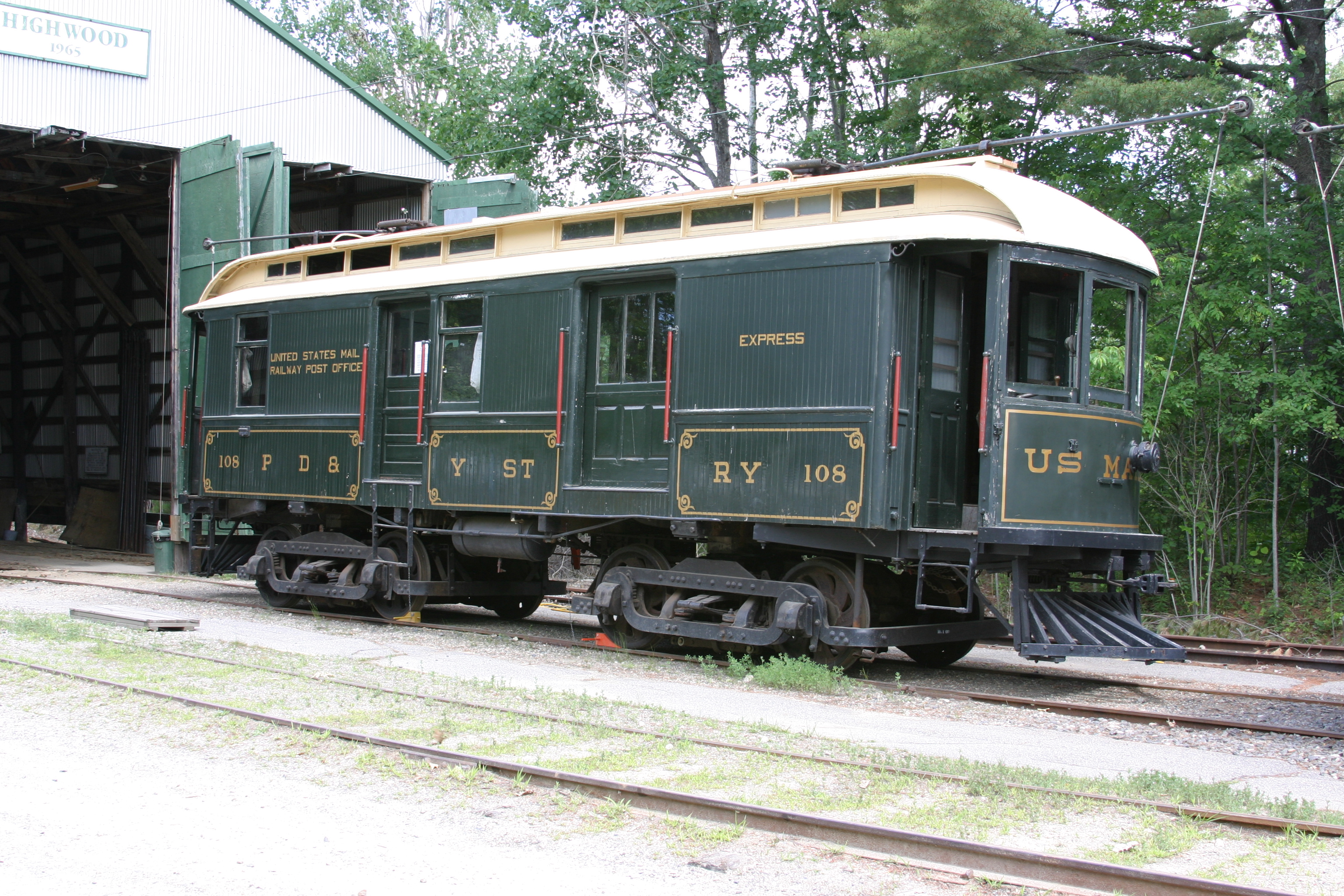
Der 1904 gebaute Posttriebwagen 108 im Seashore Trolley Museum

Neben Fahrgästen beförderte die Bahn auch Post mit einem eigens dafür ausgebauten Posttriebwagen, der nach einem regulären Fahrplan fuhr. Alle Strecken waren eingleisig, und teilweise auf eigenem Bahnkörper angelegt. Ausweichen befanden sich an der Strecke Kittery–York Beach in Emery's, Champernoune, Sea Point, Hazen's, York Corner, York Village, Goodwin's, Long Beach und Breakers; an der Strecke Kittery–Dover in South Eliot, Marsh Wood, Rosemary Junction, South Berwick Junction und Duck Farm; an der Strecke Rosemary Junction–York Corner bei Langleys Crossing und Beech Ridge sowie an der Zweigstrecke nach South Berwick in Parson's. Betriebshöfe gab es in Kittery Point, York Beach und South Berwick Junction.
Am 1. Februar 1906 erwarb die Atlantic Shore Line Railway die Bahngesellschaft und führte den Betrieb. Am 20. Juli 1907 verband diese Bahngesellschaft ihr Netz mit dem der PD&Y und eröffnete eine Straßenbahnstrecke von Kennebunk nach York Beach. Der Abschnitt von der Endstelle York Beach bis zum St.-Aspinquid-Park wurde dabei mitbenutzt. Auch im Sommer endeten die Wagen aus Kittery und Dover nun in York Beach. Im Sommer wurden durchlaufende Wagen von Kittery nach Kennebunk und teilweise sogar bis Biddeford eingerichtet. Im Winter fuhr die Linie von Rosemary Junction nach York Beach durch bis Kennebunk. Nachdem die Bahngesellschaft am 1. November 1915 in Konkurs gehen musste, wurde die Fusion wieder gelöst und ab dem 1. Mai 1917 führte die PD&Y ihren Betrieb unter einer Konkursverwaltung wieder selbst.
Am 12. Januar 1918 endete der Postverkehr, nachdem der Posttriebwagen auf einer Brücke entgleist und abgestürzt war. Der Sommerfahrplan sah nun nur noch einen stündlichen Betrieb von Kittery jeweils nach York Beach und Dover vor, mit halbstündlichem Betrieb zwischen Kittery und Sea Point. Durchlaufende Wagen von Dover nach York Beach gab es nicht mehr, stattdessen verkehrte stündlich ein Wagen zwischen Rosemary Junction und York Beach, der in Rosemary Junction Anschluss nach Dover hatte. Die Zweigstrecke nach South Berwick wurde weiterhin stündlich von Dover aus bedient. Im Winter wurde zunächst der Fahrplan unverändert gelassen, ab dem Winter 1919/20 wurde jedoch in dieser Jahreszeit der Betrieb zwischen Sea Point und York Corner eingestellt.
Am 17. März 1923 wurde aus Geldmangel der Gesamtbetrieb eingestellt. Lediglich die Bahnen nach Kennebunk der York Utilities Corporation (ehemals Atlantic Shore Line) verkehrten noch bis zum 31. März 1924 über das gepachtete Streckenstück von York Beach Square bis zum St.-Aspinquid-Park. Im Laufe des Jahres 1924 wurden alle Gleise, außer der Abschnitt von Kennard Corner in Eliot über Kittery nach Sea Point abgebaut und verkauft. Auch für diesen Abschnitt gab es jedoch keine Wiederaufnahme des Betriebs und er wurde 1925 ebenfalls abgebaut. Nur zwei Triebwagen konnten an andere Unternehmen verkauft werden, die übrigen wurden verschrottet.